# Ferdinand Pauwels
Ferdinand Pauwels (Ekeren, 26 marzo 1830 – Dresda, 26 marzo 1904) è stato un pittore belga che ha vissuto e lavorato in Germania e specializzato in pittura storica.